# Xếp hạng du lịch thế giới
Bảng xếp hạng du lịch thế giới là loạt các thống kê lượt khách du lịch quốc tế đến một quốc gia (không bao gồm khách nội địa), cũng như lợi nhuận mà quốc gia đó thu về được. Thống kê dưới đây do Liên Hợp Quốc công bố, được cập nhật ba lần một năm

## Danh sách quốc gia có nhiều lượt khách du lịch quốc tế nhất
Năm 2019, có tổng cộng 1,458 tỉ lượt khách du lịch quốc tế, tăng 3,5% so với năm 2018. Dưới đây là 10 điểm đến thu hút khách quốc tế nhất trong năm 2019:
| Hạng | Điểm đến    | Khách quốc tế (triệu lượt, 2019) | Khách quốc tế (triệu lượt, 2018) | Biến động (2018 so với 2019) (%) | Biến động (2017 so với 2018) (%) |
| ---- | ----------- | -------------------------------- | -------------------------------- | -------------------------------- | -------------------------------- |
| 1    | Pháp        | -                                | 89.4                             | -                                | 2.9                              |
| 2    | Tây Ban Nha | 83.7                             | 82.8                             | 1.1                              | 1.1                              |
| 3    | Hoa Kỳ      | 79.3                             | 79.7                             | 0.6                              | 3.3                              |
| 4    | Trung Quốc  | 65.7                             | 61.6                             | 4.5                              | 3.6                              |
| 5    | Ý           | 64.5                             | 62.1                             | 4.8                              | 5.7                              |
| 6    | Thổ Nhĩ Kỳ  | 51.2                             | 45.8                             | 11.9                             | 21.7                             |
| 7    | México      | 45                               | 41.3                             | 9.0                              | 5.1                              |
| 8    | Thái Lan    | 39.8                             | 38.2                             | 4.2                              | 7.3                              |
| 9    | Đức         | 39.6                             | 38.9                             | 1.8                              | 3.8                              |
| 10   | Anh Quốc    | 39.4                             | 38.7                             | 3.2                              | 2.2                              |

### Châu Á
Năm 2019, có hơn 360,1 triệu lượt khách quốc tế thăm các nước châu Á, tăng 3.6% so với năm 2018. Dưới đây là 10 địa điểm được ghé thăm nhiều nhất:
| Hạng | Điểm đến   | Khách quốc tế (triệu lượt, 2019) | Khách quốc tế (triệu lượt, 2018) | Biến động (2018 so với 2019) (%) | Biến động (2017 so với 2018) (%) |
| ---- | ---------- | -------------------------------- | -------------------------------- | -------------------------------- | -------------------------------- |
| 1    | Trung Quốc | 65.7                             | 62.9                             | 4.5                              | 3.6                              |
| 2    | Thái Lan   | 39.8                             | 38.2                             | 4.2                              | 6.8                              |
| 3    | Nhật Bản   | 32.2                             | 31.2                             | 3.2                              | 8.7                              |
| 4    | Malaysia   | 26.1                             | 25.8                             | 1.0                              | 0.4                              |
| 5    | Hồng Kông  | 23.8                             | 29.3                             | 18.8                             | 4.9                              |
| 6    | Ma Cao     | 18.6                             | 18.5                             | 0.8                              | 7.2                              |
| 7    | Việt Nam   | 18                               | 15.5                             | 16.2                             | 19.9                             |
| 8    | Ấn Độ      | 17.9                             | 17.4                             | 2.8                              | 12.1                             |
| 9    | Hàn Quốc   | 17.5                             | 15.3                             | 14.0                             | 15.1                             |
| 10   | Indonesia  | 15.5                             | 13.4                             | 15.4                             | 5.5                              |

### Châu Âu
Năm 2019, có khoảng 744,3 triệu lượt khách thăm châu Âu, tăng 3,9% so với 2017.
| Hạng | Điểm đến    | Khách quốc tế (triệu lượt, 2019) | Khách quốc tế (triệu lượt, 2018) | Biến động (2018 so với 2019) (%) | Biến động (2017 so với 2018) (%) |
| ---- | ----------- | -------------------------------- | -------------------------------- | -------------------------------- | -------------------------------- |
| 1    | Pháp        | -                                | 89.4                             | -                                | 2.9                              |
| 2    | Tây Ban Nha | 83.7                             | 82.8                             | 1.1                              | 1.1                              |
| 3    | Ý           | 64.5                             | 61.6                             | 4.8                              | 6.7                              |
| 4    | Thổ Nhĩ Kỳ  | 51.2                             | 45.8                             | 11.9                             | 21.7                             |
| 5    | Đức         | 39.6                             | 38.9                             | 1.8                              | 3.8                              |
| 6    | Anh Quốc    | 39.4                             | 38.7                             | 1.9                              | 2.2                              |
| 7    | Áo          | 31.9                             | 30.8                             | 3.5                              | 4.6                              |
| 8    | Hy Lạp      | 31.3                             | 30.1                             | 4.1                              | 10.8                             |
| 9    | Bồ Đào Nha  | 24.6                             | 22.8                             | 7.9                              | 7.5                              |
| 10   | Nga         | 24.4                             | 24.6                             | 0.5                              | 0.7                              |

### Châu Mỹ
Năm 2018, có 215,7 triệu lượt khách du lịch quốc tế tới châu Mỹ, tăng 2,3% so với năm 2017.
| Hạng | Quốc gia          | Khách quốc tế (triệu lượt, 2018) | Khách quốc tế (triệu lượt, 2017) | Biến động (2017 so với 2018, %) | Biến động (2016 so với 2017, %) |
| ---- | ----------------- | -------------------------------- | -------------------------------- | ------------------------------- | ------------------------------- |
| 1    | Hoa Kỳ            | 79,6                             | 76,9                             | 3,5                             | 0,7                             |
| 2    | México            | 41,4                             | 39,3                             | 5,5                             | 12,0                            |
| 3    | Canada            | 21,1                             | 20,9                             | 1,2                             | 4,6                             |
| 4    | Argentina         | 6,9                              | 6,7                              | 3,4                             | 0,8                             |
| 5    | Brasil            | 6,6                              | 6,6                              | 0,5                             | 0,6                             |
| 6    | Cộng hòa Dominica | 6,6                              | 6,2                              | 6,2                             | 3,48                            |
| 7    | Chile             | 5,7                              | 6,5                              | 11,3                            | 14,3                            |
| 8    | Cuba              | 4,7                              | 4,6                              | 0,2                             | 15,6                            |
| 9    | Perú              | 4,4                              | 4,0                              | 9,6                             | 7,7                             |
| 10   | Colombia          | 3,9                              | 3,6                              | 7,4                             | 9,5                             |

## Danh sách quốc gia thu nhiều lợi nhuận từ du lịch nhất
Dưới đây là 10 nước thu lợi nhiều nhất từ lượt khách du lịch quốc tế:
| Hạng | Quốc gia    | Lợi nhuận (tỉ USD, 2018) | Lợi nhuận (tỉ USD, 2017) | Biến động (2017 so với 2018, %) |
| ---- | ----------- | ------------------------ | ------------------------ | ------------------------------- |
| 1    | Hoa Kỳ      | 214,5                    | 210,7                    | 1,8%                            |
| 2    | Tây Ban Nha | 73,8                     | 68,1                     | 8,4%                            |
| 3    | Pháp        | 67,3                     | 60,7                     | 10,9%                           |
| 4    | Thái Lan    | 63,0                     | 56,9                     | 10,7%                           |
| 5    | Anh Quốc    | 51,9                     | 49,0                     | 5,9%                            |
| 6    | Ý           | 49,3                     | 44,2                     | 11,5%                           |
| 7    | Úc          | 45,0                     | 41,7                     | 7,9%                            |
| 8    | Đức         | 43,0                     | 39,8                     | 8,0%                            |
| 9    | Nhật Bản    | 41,1                     | 34,1                     | 20,5%                           |
| 10   | Trung Quốc  | 40,4                     | 38,6                     | 4,7%                            |

## Danh sách quốc gia có công dân chi tiêu nhiều cho du lịch nhất
Dưới đây là danh sách 10 quốc gia mà người dân chi tiêu cho du lịch nhiều nhất thế giới.
| Hạng | Quốc gia | Chi tiêu (tỉ USD, 2018) | Chi tiêu (tỉ USD, 2017) | Biến động (2017 so với 2018, %) |
| ---- | -------- | ----------------------- | ----------------------- | ------------------------------- |
| 1    | sdasda   | $277                    | $257,7                  | 5                               |
| 2    | Hoa Kỳ   | $144                    | $135,0                  | 7                               |
| 3    | Đức      | $94                     | $89,1                   | 1                               |
| 4    | Anh Quốc | $76                     | $71,4                   | 3                               |
| 5    | Pháp     | $48                     | $41,4                   | 11                              |
| 6    | Úc       | $37                     | $34,2                   | 10                              |
| 7    | Nga      | $35                     | $31,1                   | 11                              |
| 8    | Canada   | $33                     | $31,8                   | 4                               |
| 9    | Hàn Quốc | $32                     | $30,6                   | 1                               |
| 10   | Ý        | $30                     | $27,7                   | 4                               |